# Liste der Museen in Mönchengladbach
Die Liste der Museen in Mönchengladbach beschreibt die Museen in Mönchengladbach, die unter anderem Karneval, Natur und Heimatgeschichte zum Gegenstand haben.

## Liste
| Museum                                   | Stadtteil      | Adresse                                                          | Beschreibung | Bild |
| ---------------------------------------- | -------------- | ---------------------------------------------------------------- | --- | ---- |
| Museum Abteiberg                         | Gladbach       | Abteistraße 27, Johannes-Cladders-Platz 1, 41061 Mönchengladbach | Museum für Bildende Kunst des 20. und 21. Jahrhunderts. Unter anderem Arbeiten von Joseph Beuys, Richard Serra, Andy Warhol, Sigmar Polke, Gerhard Richter, Martin Kippenberger, Markus Oehlen, Heinz Mack, Ulrich Rückriem und Gregor Schneider. |      |
| Schloss Rheydt                           | Schloss Rheydt | Schlossstraße 508, 41238 Mönchengladbach                         | Sammlung von Kunst- und Kulturgegenständen der Renaissance- und Barockzeit sowie zur Textilgeschichte Mönchengladbachs. |      |
| Das TextilTechnikum im Monforts Quartier | Gladbach       |                                                                  | Museum zur textilen Vergangenheit Mönchengladbachs |      |
| Archäologisches Museum Rheindahlen       | Rheindahlen    | Mennrather Str. 80 41179 Mönchengladbach                         | Steinzeitliche Fundstätten des Niederrheins. |      |
| Karnevalsmuseum Altes Zeughaus           | Gladbach       |                                                                  | [ 3 ] |      |
| Mönchengladbacher Münster#Schatzkammer   | Gladbach       |                                                                  | |      |
| Vogelkundliches Museum Schloss Wickrath  | Wickrath       |                                                                  | Schloss Wickrath. Schausammlung rheinischer Vogelarten und andere heimische Tiere. |      |
| Stars of the Galaxy                      | Gladbach       |                                                                  | Sammlung von Filmfiguren, Dioramen, Movie Props, Lego-Modellen und Kostümen. |      |